# Rio Brădăţel
O Rio Brădăţel é um rio da Romênia afluente do Rio Şomuzul Mare, localizado no distrito de Suceava.